# Ludwika Wawrzyńska
Ludwika Antonina Wawrzyńska (Varsavia, 22 aprile 1908 – Varsavia, 18 febbraio 1955) è stata un'insegnante polacca.
L'8 febbraio 1955 salvò quattro bambini da un edificio in fiamme. Morì il 18 febbraio dello stesso anno a causa delle gravi ustioni riportate.
Ludwika Wawrzyńska ha acquisito una notevole popolarità nella cultura polacca, è stata inoltre insignita di una delle più alte onorificenze del suo Paese, l'Ordine della Polonia restituta. La poetessa polacca  Wisława Szymborska ha scritto una poesia in sua memoria dal titolo Un minuto di silenzio per Ludwika Wawrzyńska.